# Culex hepperi
Culex hepperi is een muggensoort uit de familie van de steekmuggen (Culicidae). De wetenschappelijke naam van de soort is voor het eerst geldig gepubliceerd in 1967 door Casal & García.
Culex hepperi werd aangetroffen in Argentinië. Het is een phytotelmisch insect; de verschillende ontwikkelingsfasen voor het volwassen insect gebeuren in het water van een bladoksel van een plant. C. hepperi is enkel aangetroffen in de bladoksels van planten uit het kruisdistelgeslacht (Eryngium).